# CD-57

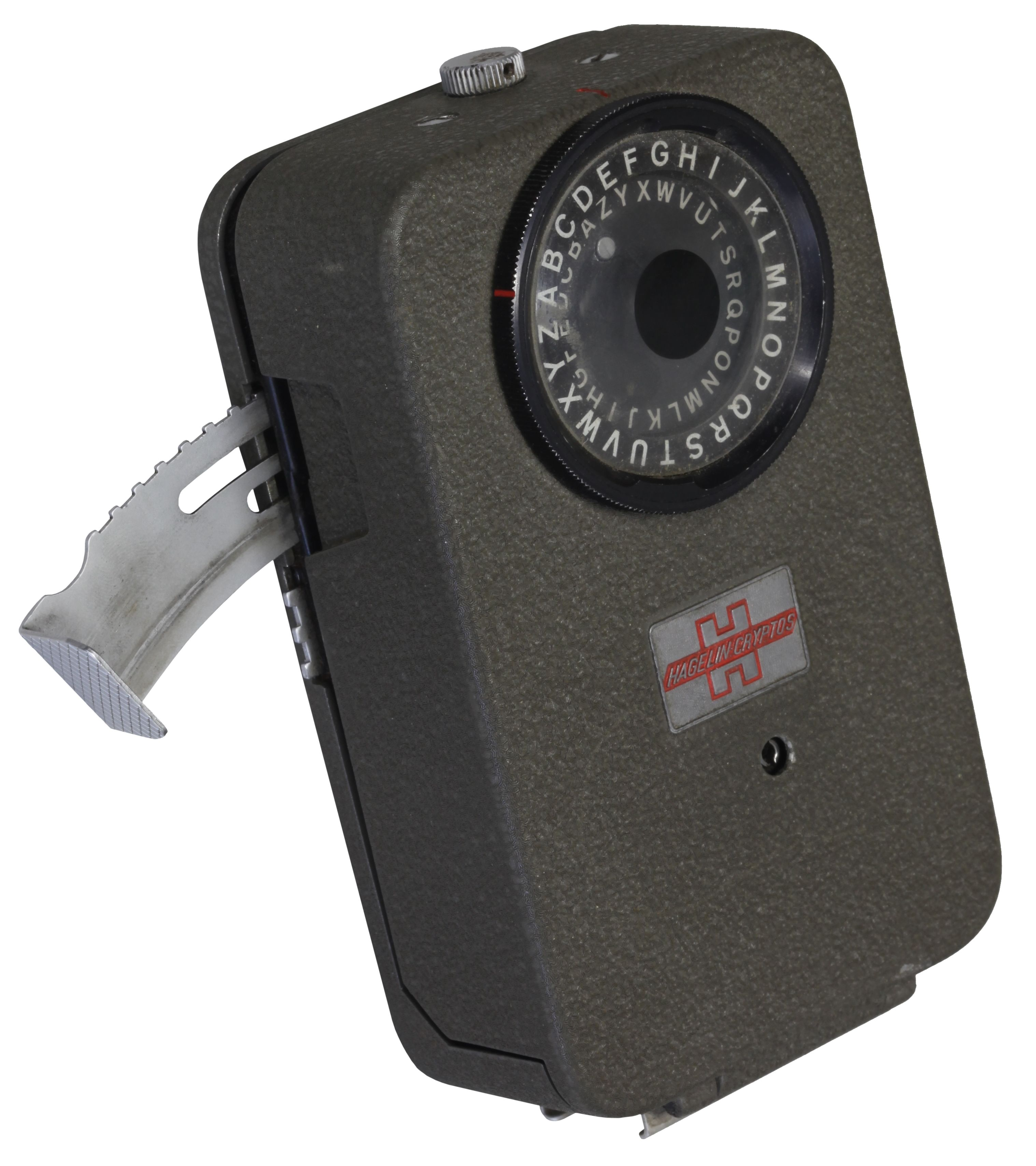
Bei der CD-57 von Boris Hagelin handelt es sich um eine kompakte Chiffriermaschine, die er selbst „Taschenmaschine“ nannte.

CD-57 ist die Bezeichnung einer besonders handlichen mechanischen Rotor-Chiffriermaschine, die ab 1957 durch den Schweden Boris Hagelin (1892–1983) bei der durch ihn 1952 in der Schweiz gegründeten Firma Crypto AG gefertigt wurde. Insgesamt wurden mehr als 12.000 Exemplare verkauft. Die Bundeswehr nutzte eine variante Form als Spruchtarngerät STG-61.

## Geschichte

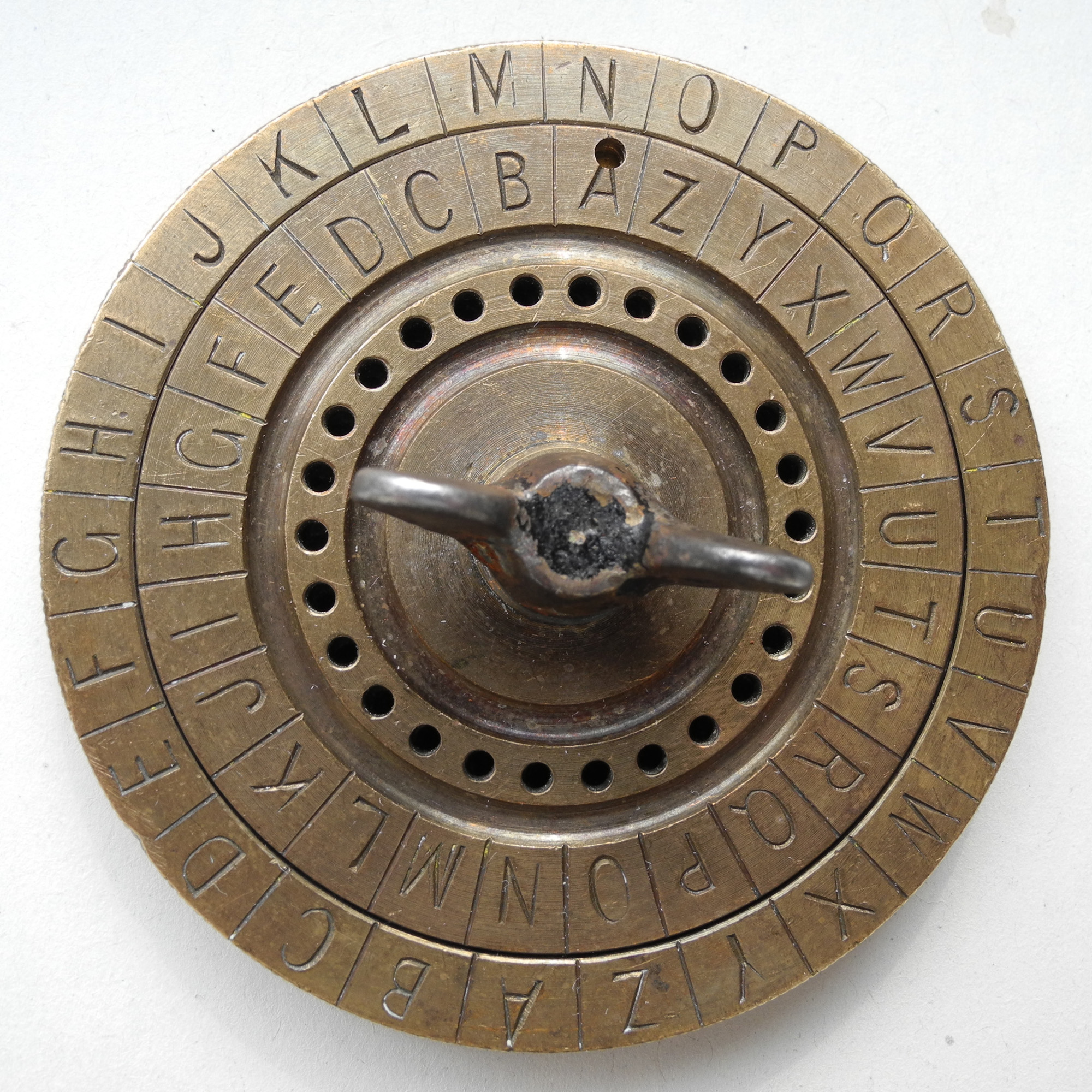
Die ursprünglich im 15. Jahrhundert von Alberti (1404–1472) vorgeschlagene Chiffrierscheibe: Vorbild für die Ein-/Ausgabeeinheit der CD-57

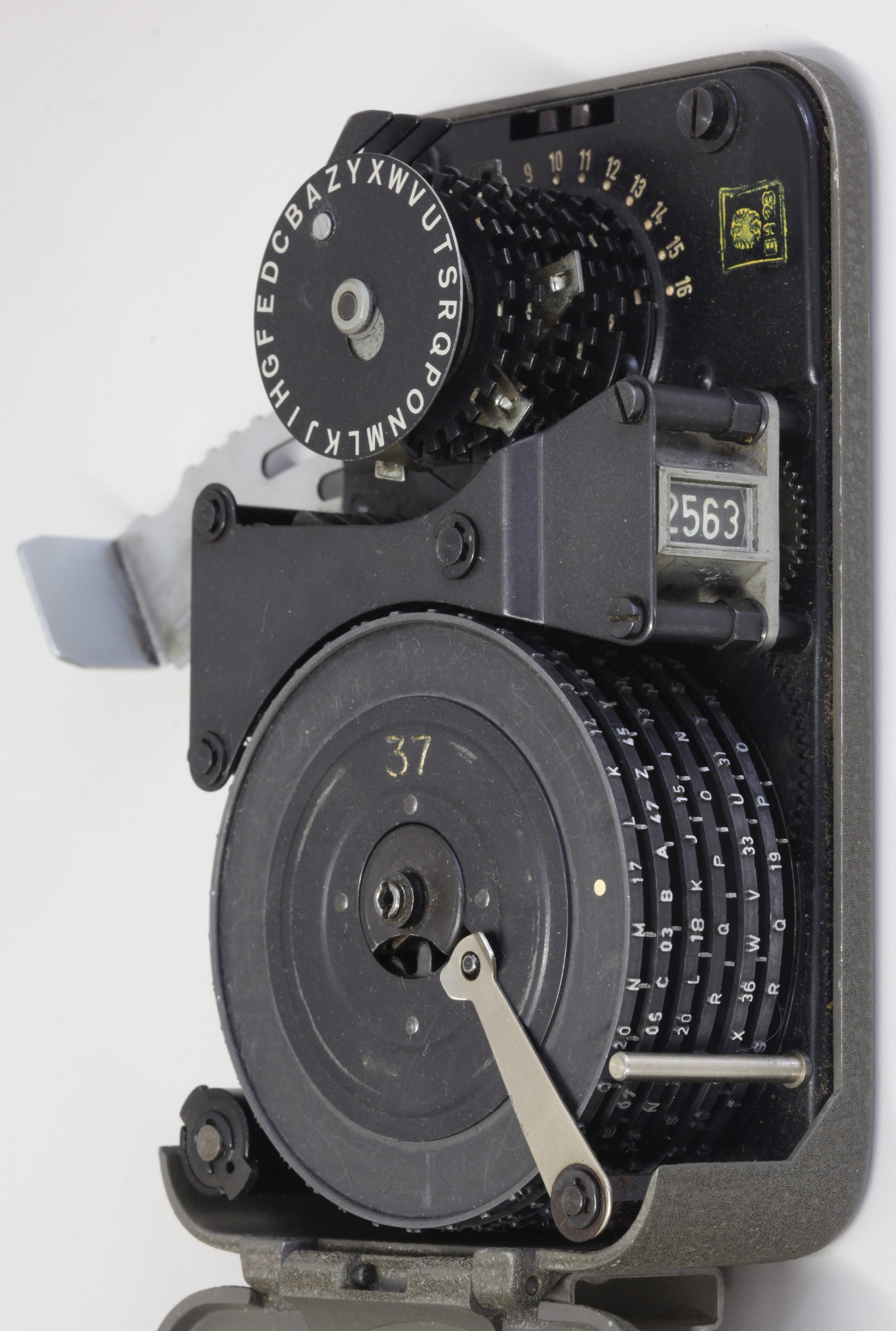
Im Inneren der CD-57 sieht man die Schlüsselräder

Auslöser zur Entwicklung der Taschenchiffriermaschine CD-57 war bei Hagelin die Erkenntnis, dass im Laufe der Zeit seine diversen C-Maschinen aufgrund von unterschiedlichen Verbesserungen immer voluminöser geworden waren sowie das besondere Interesse der französischen Gendarmerie an einer kompakten Maschine, die den Kauf von 4000 Stück signalisierte.
Hagelin verzichtete bei der Entwicklung der handlichen Maschine mit Abmessungen (L×B×H) von nur 130 mm × 80 mm × 38 mm und einem Gewicht von 650 g auf eine Druckfunktion und verwendete das bewährte kryptographische Prinzip seiner erfolgreichen CX-52. Äußerlich weist die CD-57 zwei konzentrische Ringe auf, die wie bei der Alberti-Scheibe aus dem 15. Jahrhundert die üblichen 26 Großbuchstaben des lateinischen Alphabets tragen. Wie bei der klassischen Chiffrierscheibe (Bild) weist der äußere feststehende Ring die Buchstaben im Uhrzeigersinn und der innere bewegliche gegen den Uhrzeigersinn auf. Das Gerät wird in der linken Hand gehalten und der Daumen drückt auf den Hebel. Dadurch wird im Inneren der CD-57 ein Räderwerk (Bild) bewegt, wodurch sich die Zuordnung der beiden Buchstabenringe mit jedem Druck verändert. Der Radsatz besteht aus sechs einzelnen Chiffrierscheiben, die sich in ihrer Unterteilung entlang des Umfangs unterscheiden, nämlich 25, 26, 34, 38, 42 und 46.
Insgesamt standen zwölf Chiffrierscheiben zur Verfügung, mit den Teilungen 25, 26, 29, 31, 34, 37, 38, 41, 42, 43, 46 und 47, aus denen sechs ausgewählt und in einer gewissen Reihenfolge in die Maschine eingesetzt wurden. Jede der Scheiben verfügt entlang ihres Umfangs über die entsprechende Anzahl von Stiften, die von Hand umgeklappt werden können und dann entweder zum Mittelpunkt der Scheibe zeigen oder nach außen. Nach außen zeigende Stifte nennt man „aktiv“, nach innen zeigende „inaktiv“.
Die Scheibenauswahl und deren Anordnung sowie die Einstellung von aktiven und inaktiven Stiften auf jeder Scheibe und die Anfangsstellung stellen den Schlüssel dar. Kryptographisch gesprochen, wird mit jedem Daumendruck ein neues Alphabet zur Verschlüsselung wirksam. Es handelt sich um eine involutorische polyalphabetische Substitution. Verschlüsselung und Entschlüsselung sind also gleich.
Möglich ist, die abgelesenen Geheimbuchstaben direkt, beispielsweise am Telefon oder Funkgerät, zu nennen und so eine chiffrierte Nachricht mündlich zu übermitteln. Der Empfänger an der Gegenstelle verfügt über eine eigene CD-57, die identisch eingestellt ist, und setzt die Geheimbuchstaben entsprechend wieder in Klartext um. Aufgrund der Involutorik des Verfahrens kann das Ablesen in beiden Fällen stets vom äußeren feststehenden Ring hin zum inneren beweglichen Ring hin erfolgen. Die Buchstaben können auch leicht mit der rechten Hand notiert und danach der schriftliche Geheimtext übermittelt werden.
Die CD-57 wurde bis ins Jahr 1976 hergestellt und kostete zuletzt 900 $.

## STG-61
In den frühen 1960er-Jahren, als die junge Bundesrepublik noch keine eigene Verschlüsselungstechnik entwickeln durfte, wurde die CD-57 in leicht modifizierter Form von der Bundeswehr unter dem Namen Spruchtarngerät STG-61 eingesetzt. Gefertigt wurde es unter Lizenz von den Hell-Werken des deutschen Erfinders Rudolf Hell.

## CD-57/RT
Zusätzlich konnten spezielle Schlüsselstreifen und ein sogenannter Schlüsselstreifenabtaster verwendet werden. Dieser befand sich an der Unterseite beziehungsweise im unteren Teil der kleinen Maschine und ersetzte die sechs Schlüsselräder im Inneren. Bei dem Schlüsselstreifen handelte es sich um ein Random Tape (RT) (deutsch wörtlich „Zufallsband“), einen mit Zufallstext versehenen Lochstreifen. Auf diese Weise konnte die CD-57/RT das unbrechbare One-Time-Pad (OTP) (deutsch Einmalschlüssel-Verfahren) nutzen.